# Романов, Матвей Тихонович
Романов Матвей Тихонович (24 ноября 1946, Малая Камышла — 1 апреля 2020, Владивосток) — российский экономико-географ, крупный специалист в области территориальной организации хозяйства, геополитики, районирования. Доктор географических наук, профессор.
Лауреат Премии Правительства РФ в области образования (2001).

## Биография
В 1974 году окончил геофизический факультет Дальневосточного государственного университета по специальности «География», получив квалификацию «Географ. Преподаватель географии».
С 1972 года работал в Тихоокеанском институте географии ДВО РАН, пройдя путь от лаборанта до заведующего лабораторией территориально-хозяйственных структур (до 2013), главного научного сотрудника института (с 2013). Был заместителем заведующего лабораторией «Географии народного хозяйства», начальником «Экономико-географического полевого отряда», проводившего полевые работы по изучению факторов и особенностей формирования территориально-производственных систем на Дальнем Востоке России. Являлся членом ученого совета института, а также членом диссертационных советов по географическим наукам в ТИГ ДВО РАН (2010—2019 гг.) и экономическим наукам в ДВФУ (2012—2017 гг.), председателем государственной аттестационной комиссии по географии в ДВФУ (2012—2019 гг.).
В 1985 году защитил диссертацию на соискание ученой степени кандидата географических наук по специальности «Экономическая, социальная и политическая география» на тему «Локальные промышленно-аграрные системы юга Дальнего Востока». 
В 1999 году присвоено ученое звание «старший научный сотрудник».
В 2007 году защитил диссертацию на соискание ученой степени доктора географических наук по теме «Территориальная организация хозяйства слабо освоенных регионов: на примере российского Дальнего Востока». Научным консультантом работы выступил академик РАН П. Я. Бакланов.
С 2013 года — главный научный сотрудник Тихоокеанского института географии ДВО РАН.
С 2014 года — профессор Школы экономики и менеджмента Дальневосточного федерального университета.
Скончался 1 апреля 2020 года.

## Научная деятельность
Участвовал в разработке: «Схемы развития и размещения производительных сил Приморского края» (Владивосток, 1994); Концепции развития Приморского края на основе широкого использования наукоёмких технологий (Владивосток, 2001); «Стратегии развития топливно-энергетического потенциала Дальневосточного экономического района до 2020 г. (Владивосток, 2001); Социально-экономического развития г. Владивостока и агломерации (Владивосток, 2002); Программы развития туризма и рекреации в Приморском крае.
Принимал участие во многих международных проектах по изучению проблем устойчивого природопользования в бассейне рек Уссури, Туманная, а также в проектах Берингии и устойчивого развития прибрежных регионов бассейна Каспийского моря и др.

### Экономическое районирование России
М. Т. Романов разработал многоуровневое экономическое районирование России, которое включает 3 уровня районирования (макро-, мезо и микрорайонирование) — основы нового административно-территориального деления России. Формулируя подходы к экономическому районированию в изменившихся политико-экономических условиях в стране автор исходил из того, что новая сетка должна обеспечивать приближение к финансовой, ресурсной, структурной самодостаточности территорий в целях устойчивого их функционирования и повышения уровня жизни населения. Она должна быть унифицированной и обеспечивать интегральную «равновесность» формируемых в их пределах субъектов по основным характеристикам: размерам занимаемой территории, экономическому и демографическому потенциалам.
По рекомендуемой М. Т. Романовым сетке экономических районов на макро-уровне предложено 7 крупных экономических районов, на мезо-уровне — 46 или 50 (предложено 2 варианта) экономических районов уровня края (губернии). На микроуровне, на основе анализа трех вариантов корректировки границ экономических районов на примере Приморского края, предложено определенное упорядочение, унификация единых подходов в экономическом районировании и соответствующем административно-территориальном устройстве территории.
Ученый полагал, что корректировку административно-территориального деления России следует провести в порядке эксперимента первоначально в Дальневосточном федеральном округе — где, на слабо освоенных, не отягощенных национальными проблемами, территориях такая процедура пройдет эффективней и менее болезненно. Корректировка административно-территориального деления на Дальнем Востоке, обеспечивающая всем его субъектам выход к морю и укрупнение наиболее «маловесных» из них, может стать, наряду с транспортным, энергетическим строительством и экономическим районированием, действенным механизмом совершенствования территориальной организации хозяйства в новых условиях.

### Научные труды
Автор более 200 научных работ. Соавтор многих экономических карт и научно-справочных атласов. Под его руководством и активном авторском участии подготовлена серия тематических карт по регионам Дальнего Востока («Экономическая карта Приморского края», «Экономическая карта Камчатской области», «Экономическая карта Амурской области», «Туристические ресурсы Приморского края» и др.).
Наиболее значимые монографии:
- Территориальное устройство хозяйства и населения на российском Дальнем Востоке. — Владивосток: Дальнаука, 2004.
- Локальные промышленно-аграрные системы юга Дальнего Востока. — Владивосток: ДВО РАН, 1987.
- Экономико-географическое и геополитическое положение Тихоокеанской России. — Владивосток: Дальнаука, 2009. Соавт.: Бакланов П.Я.
- Региональное природопользование: методы изучения, оценки, управления. — Москва, 2002. Соавт.: Бакланов П.Я., Бровко П.Ф., Мошков А.В. и др.
- Территориальная организация хозяйства слабоосвоенных регионов России. — Владивосток: Дальнаука, 2008.
- Изменения в территориальных структурах хозяйства и расселения Дальнего Востока при переходе к рыночной экономике. — Владивосток: Зов тайги, 1996. — Соавт.: Бакланов П. Я., Мошков А.В.

Наиболее значимые научные статьи:
- Романов М. Т. Географические аспекты организации хозяйства юга Дальнего Востока // Вестник Дальневосточного отделения Академии наук СССР. 1990. № 4. С. 3-10.
- Романов М. Т. Проблемы экономического районирования и административно-территориального устройства России в новых условиях // Известия Российской академии наук. Серия географическая. 2006. № 3. С. 57-66.
- Бакланов П. Я., Романов М. Т. Об уникальности геополитического положения Тихоокеанской России // Проблемы Дальнего Востока. 2013. № 6. С. 29-38.
- Бакланов П. Я., Мошков А. В., Романов М. Т. Географические и геополитические факторы и направления долгосрочного развития Арктической зоны России // Вестник Дальневосточного отделения Российской академии наук. 2015. № 2 (180). С. 5-15.
- Бакланов П. Я., Мошков А. В., Романов М. Т. Тихоокеанская Россия: основные факторы и направления долгосрочного развития // Вопросы географии. 2016. № 141. С. 595-618.
- Романов М. Т., Романова И. М. Геополитический «разворот» России на Восток и развитие собственных восточных территорий // Проблемы Дальнего Востока. 2017. № 2. С. 57-68.

## Премии и награды
Лауреат Премии Правительства РФ в области образования (2001).
Награжден почетными грамотами РАН и Дальневосточного отделения РАН. Лауреат конкурса научных проектов «Концепции и стратегии развития регионов России на кратко- и среднесрочную перспективу» (Екатеринбург, 2000) за работу «Концепция и стратегия развития Приморского края на кратко- и среднесрочную перспективу».

## Членство в научных организациях
- Русское географическое общество, действительный член (1974)
- Ассоциация российских географов-обществоведов, действительный член (2012)

## Память
- В 2021 году в Тихоокеанском институте географии ДВО РАН учреждена научная премия в области экономической географии имени М.Т. Романова.
- В ноябре 2022 года Тихоокеанским институтом географии ДВО РАН, Дальневосточным федеральным университетом и Дальневосточным отделением Ассоциации российских географов-обществоведов проведен первый конкурс научных работ студентов и аспирантов по общественной географии памяти М.Т. Романова.